# Tacuarembó (Stadt)

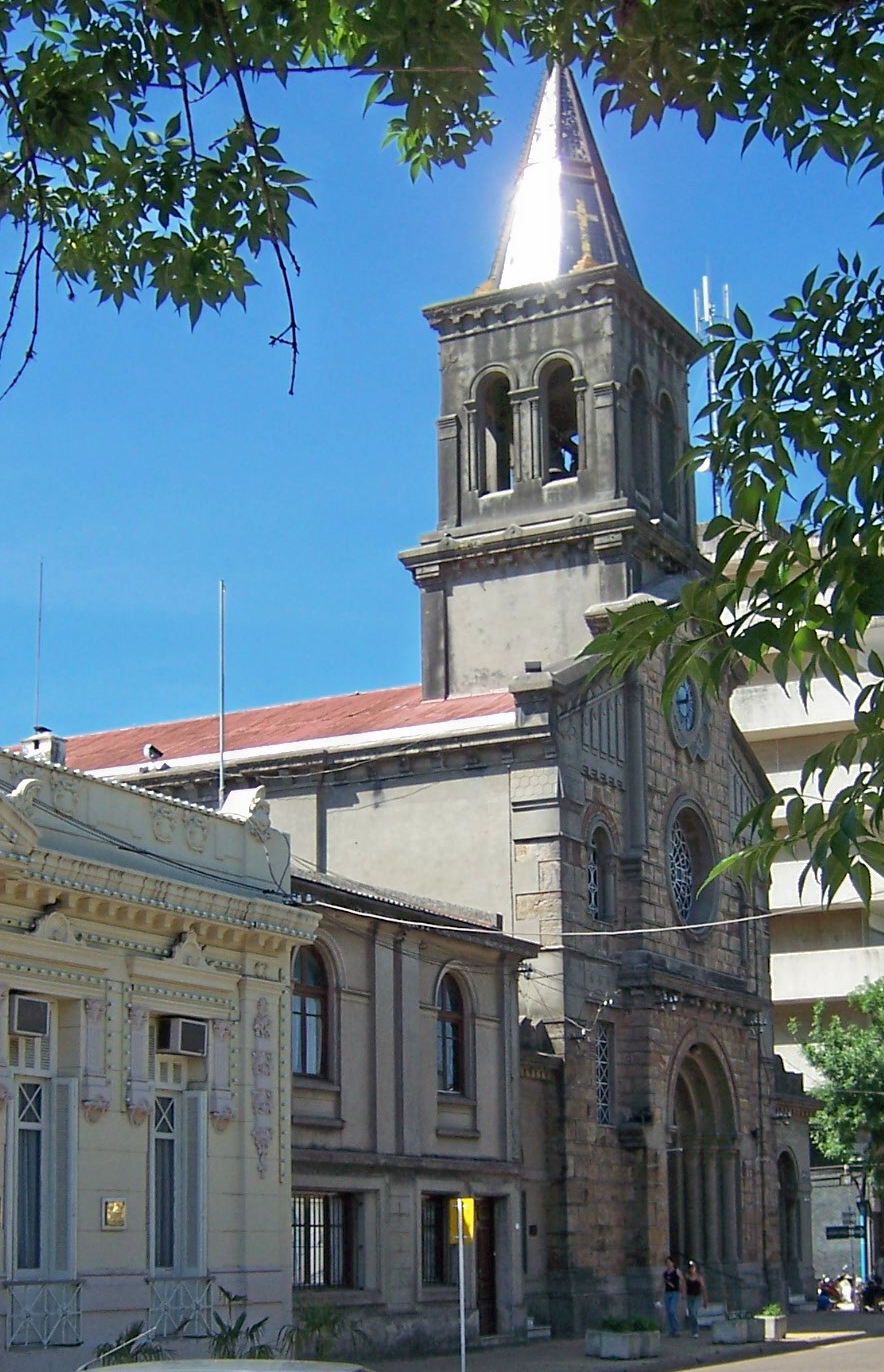
Kathedrale von Tacuarembó

Tacuarembó [takwaɾemˈbo] ist eine Stadt in Uruguay. Sie ist die Hauptstadt des Departamento Tacuarembó und der Sitz des 1960 errichteten Bistums Tacuarembó.

## Lage
Tacuarembó liegt im zentralen Norden des Landes. Die Entfernung zur südlich gelegenen Landeshauptstadt Montevideo beträgt 390 Kilometer. Im Norden der Stadt fließt der Arroyo Tacuarembó Chico, ein Zufluss des Río Tacuarembó.

## Geschichte
Die Stadt wurde am 27. Januar 1832 von Bernabé Rivera als Villa de San Fructuoso gegründet und am 17. Juni 1912 in Tacuarembó umbenannt.

## Einwohner
Bei der Volkszählung 2011 betrug die ermittelte Einwohnerzahl 54.757, davon 26.332 männliche und 28.425 weibliche, nachdem 2004 noch 51.224 und 1996 lediglich 45.891 Einwohner zu verzeichnen waren.
| Bevölkerungsentwicklung | Bevölkerungsentwicklung | Bevölkerungsentwicklung | Bevölkerungsentwicklung | Bevölkerungsentwicklung | Bevölkerungsentwicklung | Bevölkerungsentwicklung | Bevölkerungsentwicklung |
| ----------------------- | ----------------------- | ----------------------- | ----------------------- | ----------------------- | ----------------------- | ----------------------- | ----------------------- |
| Jahr                    | 1963                    | 1975                    | 1985                    | 1996                    | 2004                    | 2011                    |                         |
| Einwohner               | 28.182 (?)              | 37.692                  | 40.511                  | 45.891                  | 51.224                  | 54.757                  |                         |

Quelle: Instituto Nacional de Estadística de Uruguay

## Bedeutung des Namens
Tacuarembó hat als einzige Stadt in Uruguay einen Namen aus der Guaraní Sprache. Diese Namensgebung bezieht sich auf die vielen Schilfarten, die reichlich in der Gegend vorkommen.

## Verkehr
Tacuarembó ist über die im Stadtgebiet aufeinandertreffenden Rutas 5 und 26 erschlossen. Ferner liegt die Stadt an der Bahnstrecke Paso de los Toros–Rivera, die aber bis auf einen mon- und freitäglichen Pendel an die brasilianische Grenze nicht für den Personenverkehr genutzt wird. Zudem hat man durch den im Südosten der Stadt befindlichen Flughafen Tacuarembó Anschluss an den Flugverkehr.

## Sehenswürdigkeiten
- Das Museo del Indo y del Gaucho in Tacuarembó stellt Kunstsammlungen der Indianer und der Gauchos sowie Waffen- und Handwerkzeugsammlungen aus.
- Die Kathedrale von San Fructuoso (Catedral de San Fructuoso), deren Grundsteinlegung am 29. Juni 1899 erfolgte und die bis zur Gründung des Bistums Tacuarembó 1960 eine Pfarrkirche war, wurde 2006 zum Kulturdenkmal von nationaler Bedeutung (Monumento histórico nacional) erklärt.[9]
- In der zweiten März-Woche eines jeden Jahres findet in Tacuarembó ein großes Festival der Gaucho-Kultur, die sogenannte Fiesta de la Patria de Gaucho, statt, das eines der größten seiner Art in Südamerika ist.[10]

## Sport
Der Tacuarembó FC spielte bis zur Saison 2010/2011 und erneut ab der Spielzeit 2014/15 in der Primera División. Die Heimspiele der Mannschaft werden im Estadio Raúl Goyenola ausgetragen.

## Söhne und Töchter der Stadt
- Gustavo Alamón (1935–2020), Künstler
- Sebastián Assis (* 1993), Fußballspieler
- Matías Barboza (* 1993), Fußballspieler
- Washington Benavidez (1930–2017), Schriftsteller
- Sergio Bica (* 1983), Fußballspieler
- Ángel Brunell (* 1945), Fußballspieler
- Ramiro Bruschi (* 1981), Fußballspieler
- Ramiro Cabrera (* 1988), Radsportler
- Óscar Padula Castro (* 1993), Fußballspieler
- Santiago Charamoni (* 1994), Fußballspieler
- Gastón Colman (* 1989), Fußballspieler
- Olga Delgrossi (* 1932), Tangosängerin
- Jonathan de los Santos (* 1993), Fußballspieler
- Álvaro Duarte (* 1984), Fußballspieler
- Carlos Dutra (* 1989), Fußballspieler
- Wilson Ezquerra (* 1958), Politiker, Hochschullehrer, Fußballfunktionär und Unternehmer
- Sebastián Gularte (* 1990), Fußballspieler
- Víctor Licandro (1918–2011), General und Politiker
- Lucas López (* 1994), Fußballspieler
- Adrián Luna (* 1992), Fußballspieler
- Jorge Majfud (* 1969), Schriftsteller
- Richard Mascarañas (* 1979), Radrennfahrer
- Álvaro Navarro (* 1985), Fußballspieler
- Ildefonso Pereda Valdés (1899–1996), Schriftsteller
- Hamilton Pereira (* 1987), Fußballspieler
- Pablo Porcile (* 1996), Fußballspieler
- Renzo Pozzi (* 1984), Fußballspieler
- Sebastián Sánchez (* 1989), Fußballspieler
- Andrés Silva (* 1986), Leichtathlet
- Baltasar Silva (* 1984), Fußballspieler
- Néstor Silva (* 1982), Fußballspieler
- Franco Sosa (* 1983), Fußballspieler
- Wilinton Techera (* 1985), Fußballspieler
- Jorge Trinidad (* 1993), Fußballspieler
- Delis Vargas (* 1994), Fußballspieler
- Leonel Viera (1913–1975), Bauingenieur, Unternehmer und Politiker
- Néstor Vilar (* 1993), Fußballspieler
- Amalia Zaldúa (* 1927), Chorleiterin
- Die Tango-Legende Carlos Gardel (* 1890 (Toulouse) oder zwischen 1883 und 1887 (Tacuarembó); † 24. Juni 1935) gab als Geburtsort die Stadt Tacuarembó, in Valle Edén, an. Allerdings ist höchst umstritten, ob er tatsächlich dort geboren wurde oder aus Frankreich stammt (und durch die anderslautende Angabe der Einberufung zum französischen Militärdienst zu entgehen versuchte).